# FK Gjøvik-Lyn
Fotballklubben Gjøvik-Lyn – norweski klub piłkarski z siedzibą w mieście Gjøvik.

## Historia
Klub założony został w 1902 roku. Największym osiągnięciem klubu jest Puchar Norwegii z 1962, który pozwolił na jedyny jak dotąd występ w europejskich pucharach – w Pucharze Zdobywców Pucharów w sezonie 1963/64. W pierwszej rundzie przeciwnikiem okazał się cypryjski klub APOEL FC. Przeszkoda ta okazała się zdecydowanie za trudna – na wyjeździe drużyna norweska przegrała aż 0:6. U siebie Lyn także przegrał – tym razem 0:1.

## Sukcesy
- Puchar Norwegii
  - zwycięstwo (1): 1962
  - finał (1): 1914

## Europejskie puchary
Legenda do wszystkich tabel:
- Q – runda eliminacyjna, 1/16, 1/8, 1/4, 1/2 – odpowiednia faza rozgrywek, Grupa – runda grupowa, 1r gr – pierwsza runda grupowa, 2r gr – druga runda grupowa, F – finał, R – runda, PO – play-off
- k. – rzuty karne, los. – losowanie, Dogr. – dogrywka, w. – zasada bramek strzelonych na wyjeździe

| Sezon   | Rozgrywki                 | Runda | Klub     | Dom | Wyjazd | Ogólnie |
| ------- | ------------------------- | ----- | -------- | --- | ------ | ------- |
| 1963/64 | Puchar Zdobywców Pucharów | 1R    | APOEL FC | 0–1 | 0–6    | 0–7     |